# Body and Soul (Lied)
Body and Soul ist ein Song, dessen Musik 1930 von John W. Green komponiert wurde; für den Text zeichnen als Urheber Edward Heyman, Frank Eyton und Robert Sour. Die Ballade hat sich zu einem Jazzstandard entwickelt.

## Entstehungsgeschichte
1929 traf Green in London auf die englische Schauspielerin Gertrude Lawrence, die nach Songmaterial für ihre Bühnenauftritte suchte. Green arbeitete zu jener Zeit mit den Textern Edward Heyman und Robert Sour zusammen. Diese schrieben einen leidenschaftlichen Text zu seiner Melodie. Nun brauchte der Song noch einen Titel, und Heyman erdachte Body and Soul. Das musste nun auch im Text aufgegriffen werden. „I’m all for you / Body and Soul“. Das genaue Entstehungsjahr des Songs ist nicht nachweisbar.
Der Musikverlag Chappell & Co. Ltd. in London meldete jedenfalls die Komposition im Februar 1930 nur unter der Bedingung zum Copyright an, dass ihr Angestellter Frank Eyton als Mitautor erwähnt würde – ein damals übliches „Cut In“. Mitkomponist Robert Sour war erstaunt: „Der hat noch nicht mal ein Komma geändert“. Begeistert über die fertige Komposition, übernahm Lawrence den Song. Komponist Green begleitete Lawrence am Klavier.

## Kennzeichen des Songs
Das musikalische Thema umfasst 32 Takte und wird in der Liedform AABA gespielt. Der Übergang zum Mittelteil zeichnet sich durch einen abrupten Tonartwechsel aus. Das Tempo ist molto moderato. Der Text ist aus Sicht einer Person geschrieben, die sich aus Kummer über eine andere Person verzehrt, die dieses nicht bemerkt:
Mein Herz ist traurig und einsam

Ich weine um Dich

Um Dich, Liebes, nur um Dich

Wirklich, das meine ich

Alles von mir gehört Dir

Körper und Seele

## Originalversion

Jack Hylton Orchestra - Body and Soul

Unklar ist, wer als Originalinterpret gilt. Aus musikwissenschaftlicher Sicht ist das Original die Erstfassung einer bis dahin noch nicht im Tonstudio aufgenommenen Komposition (siehe Coverversion). Gertrude Lawrence sang ihn zwar auf der Theaterbühne und im Radio, hatte ihn zunächst jedoch nicht im Tonstudio aufgenommen.
Die Erstaufnahme stammt sehr wahrscheinlich vom englischen Bandleader Jack Hylton. Er hatte den Song erstmals am 7. Februar 1930 in London mit seinem Orchester eingespielt, einige Wochen vor der Registrierung des Copyrights. Veröffentlicht wurde jedoch Hyltons zweite Aufnahme vom 14. Februar 1930 aus der Londoner Queen‘s Small Hall. Es sang Pat O’Malley; die B-Seite With a Song in My Heart entstand am 25. Februar 1930 ebenfalls in London. Die Single erschien im März 1930 in England (Victor #36027).

## Wichtige Coverversionen

Coleman Hawkins - Body and Soul

Schon 1930 kamen zahlreiche Coverversionen auf den Markt, möglicherweise, weil die Konstruktion des Songs mit einem Dur-Moll-Wechsel sehr attraktiv war. Zudem bestand er aus komplexen Akkordfolgen, und Tempiwechsel lassen den Interpreten einen großen Spielraum für Improvisationen. Für Sänger ist die Vokalfassung wegen des erforderlichen Stimmumfangs schwer zu singen, doch wagten sich Sam Browne mit Ambrose and his Orchestra am 8. Februar 1930 und Carrol Gibbons & the Playmates am 19. Februar 1930 im Londoner Tonstudio an das Material heran.  Gertrude Lawrence nahm das Stück erst Ende März 1930 zweimal auf.

Johnny Green & Orchestra - Body and Soul

Die Komposition des Amerikaners Green gelangte erst im Herbst 1930 in die USA. Dort brachte Paul Whiteman mit Sänger Jack Fulton im Oktober 1930 die erfolgreichste Fassung heraus, denn sie belegte für sechs Wochen die erste Position der Hitparade. „Whiteman hat den Song vergöttert“, sagte Green. Paul Whiteman empfand umgekehrt eine große künstlerische Zuneigung für den Komponisten Green.
Eine Vielzahl weiterer Fassungen gelangte kurz hintereinander auf den US-Markt, so von Helen Morgan (12. September 1930), Ruth Etting (18. September 1930; Rang 10) oder Annette Hanshaw (7. Oktober 1930; Rang 12). Louis Armstrong & His Sebastian New Cotton Club Orchestra nahm den Titel am 9. Oktober 1930 auf (Rang 7). Sängerin Libby Holman ließ das Stück im September 1930 verewigen und präsentierte ihn ab 15. Oktober 1930 als Teil der Broadway-Revue Three’s a Crowd, die es auf 272 Aufführungen brachte. Der von Libby Holman in der Show gesungene Song war einer der herausragenden Stücke dieser Show.
Libby Holmans Version brachte es bis auf Rang 3 der Charts und erreichte damit die zweitbeste Platzierung. Mit dem Original erschienen im Jahre 1930 insgesamt 13 Versionen, wovon sechs noch 1930 in die Hitparade gelangten. Für fast ein Jahr wurde der Song wegen seines sexuell orientierten Textes im Radio nicht gespielt. Das Wort „body“ (Körper) war dem NBC-Radio zu riskant, so dass vorerst alle Vokalversionen kein Airplay erhielten. Die Zensur wurde erst aufgehoben, als die Zeile „My life, a hell you’re making“ in „My life, a wreck you’re making“ geändert wurde.
Als musikalisch bemerkenswert gilt die Aufnahme von Tenorsaxophonist Coleman Hawkins vom 11. Oktober 1939. Der in einem Take (One-take) aufgenommene Instrumentaltitel mit seinen typischen Legato-Phrasierungen machte Body and Soul nach Veröffentlichung im Dezember 1939 zu einem Jazz-Standard und Evergreen. Gleichzeitig transformierte Hawkins die romantische Ballade zu einem Demonstrationssong für fortschrittliches Solo-Saxophonspiel.
Eine weitere Besonderheit hierbei ist, dass erstmals ein Saxophon-Solo über eine komplette Schallplattenseite reichte, da Hawkins über die volle Länge des Stückes improvisiert hatte. Die Version erreichte Platz 13 der Charts und wurde etwa 100.000 Mal innerhalb der ersten sechs Monate nach ihrer Veröffentlichung verkauft; insgesamt entwickelte sich die Hawkins-Fassung zum einzigen Millionenseller dieses Titels. Das Magazin Down Beat kürte Hawkins noch im selben Jahr zum „besten Tenorsaxophonisten“. Ein bislang unveröffentlichte Liveversion von Coleman Hawkins erschien 2018 in The Savory Collection 1935–1940. Komponist Johnny Green & His Orchestra (mit Green am Piano) nahm den Song erst am 13. August 1944 auf (Decca 23902).
Zu den Vokalfassungen in der Frühphase des Songs gehörten die von Billie Holiday (29. Februar 1940), Frank Sinatra (9. November 1947) oder Sarah Vaughan (18. Juli 1946 mit dem George Treadwell Orchestra). Weitere Instrumentalversionen brachten Henry „Red“ Allen (29. April 1934; Rang 17), das Benny-Goodman-Trio (13. Juli 1935; Rang 5), Chu Berry & Roy Eldridge (10. November 1938), Jimmy Dorsey (23. Juni 1939), Charlie Parker (28. Februar 1943), Nat-King-Cole-Trio (17. Januar 1944), Wes Montgomery (12. Oktober 1960) oder John Coltrane (24./26. Oktober 1960) heraus. Nahezu jede Jazzband nahm den Song in ihr Repertoire.
2011 trafen beim Duett zwischen Amy Winehouse und Tony Bennett zwei Generationen für Body and Soul zusammen. Aufgenommen hatten sie die von Phil Ramone produzierten Version am 23. März in den Abbey Road Studios – es war die letzte Studioaufnahme vor dem Tod von Winehouse am 23. Juli des Jahres.

## Statistik
Der Titel ist bei der ASCAP registriert, die lediglich 184 Versionen auflistet. Sie erwähnt dabei Frank Eyton als Mitautor nicht. Diese offizielle urheberrechtliche Auflistung entspricht nicht der Anzahl der wahrscheinlich aufgenommenen Versionen. Secondhandsongs kommt auf 429 Versionen. In der Zeitschrift Billboard schätzte Mitautor Sour im Januar 1972, dass 2000 Versionen aufgenommen worden seien, das Songbook geht davon aus, dass bis heute fast 3000 Versionen von Body and Soul entstanden sind. Damit ist dieser Song eines der meist gecoverten Stücke der Jazz- und Popmusik.

## Trivia
Der britische Schriftsteller Ben Aaronovitch lässt den zweiten Band seiner Fantasy-Romanserie Rivers of London mit dem Titel "Moon over Soho" im Zusammenhang mit dem letzten Konzert von Ken "Snakehips" Johnson im Londoner Café de Paris, bei dem Johnson, sein Orchester und eine Vielzahl der Zuhörenden im Rahmen eines Bombenangriffs der deutschen Luftwaffe umkamen, darauf basieren, dass Johnson zum Zeitpunkt des Bombenangriffs Body and Soul gespielt habe. Aaranovitch verweist allerdings im Nachwort darauf, dass eine Einspielung des Titels durch Ken Johnson nicht nachweisbar sei und Johnson den Titel damals auch nicht gespielt haben dürfte.